# Revolución social española de 1936

La Revolución social española de 1936, comúnmente conocida como Revolución española, fue un proceso revolucionario que se dio tras el golpe de Estado del 17 de julio de 1936 que desembocó en la guerra civil española. Una de sus bases ideológicas fue el anarcosindicalismo y el comunismo libertario de la CNT-FAI. La otra fue el marxismo del ala «caballerista» del PSOE y la UGT y del POUM (e inicialmente también del Partido Comunista de España). En su vertiente anarquista se caracterizó, entre otras cosas, por su anticlericalismo en lo religioso, su cantonalismo y horizontalismo en lo administrativo, su racionalismo en la educación y el colectivismo autogestionario en lo económico. En su vertiente marxista su modelo fue el comunismo soviético.

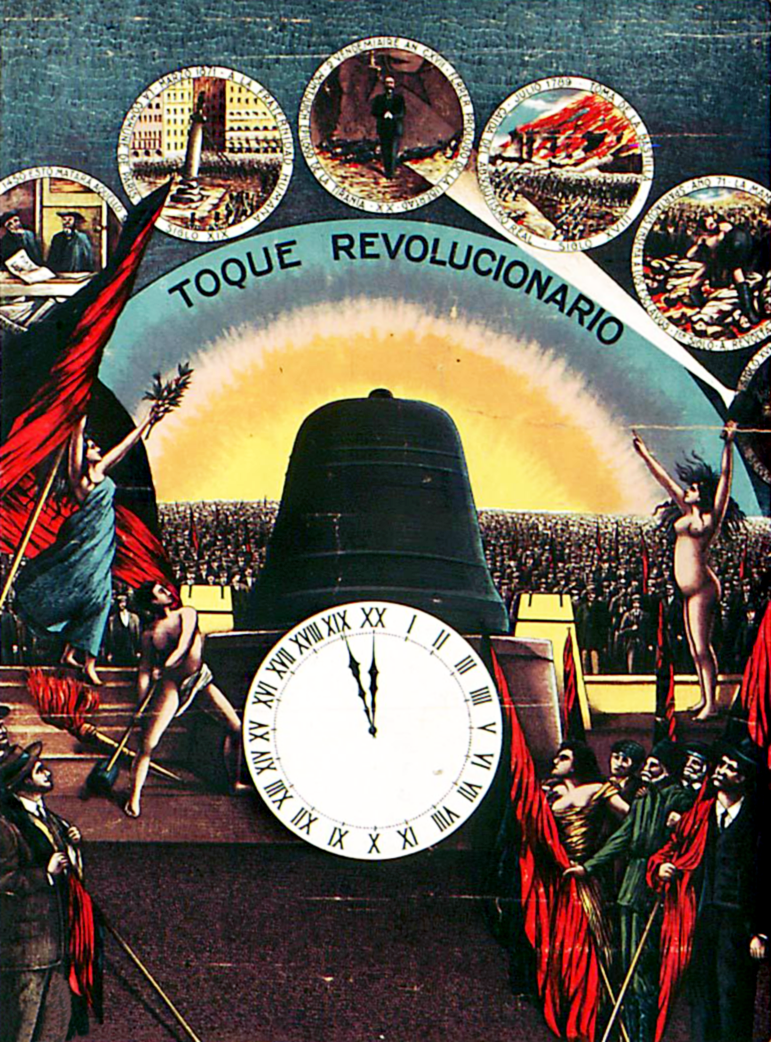
Póster propagandístico de la CNT llamando a la revolución (1930).

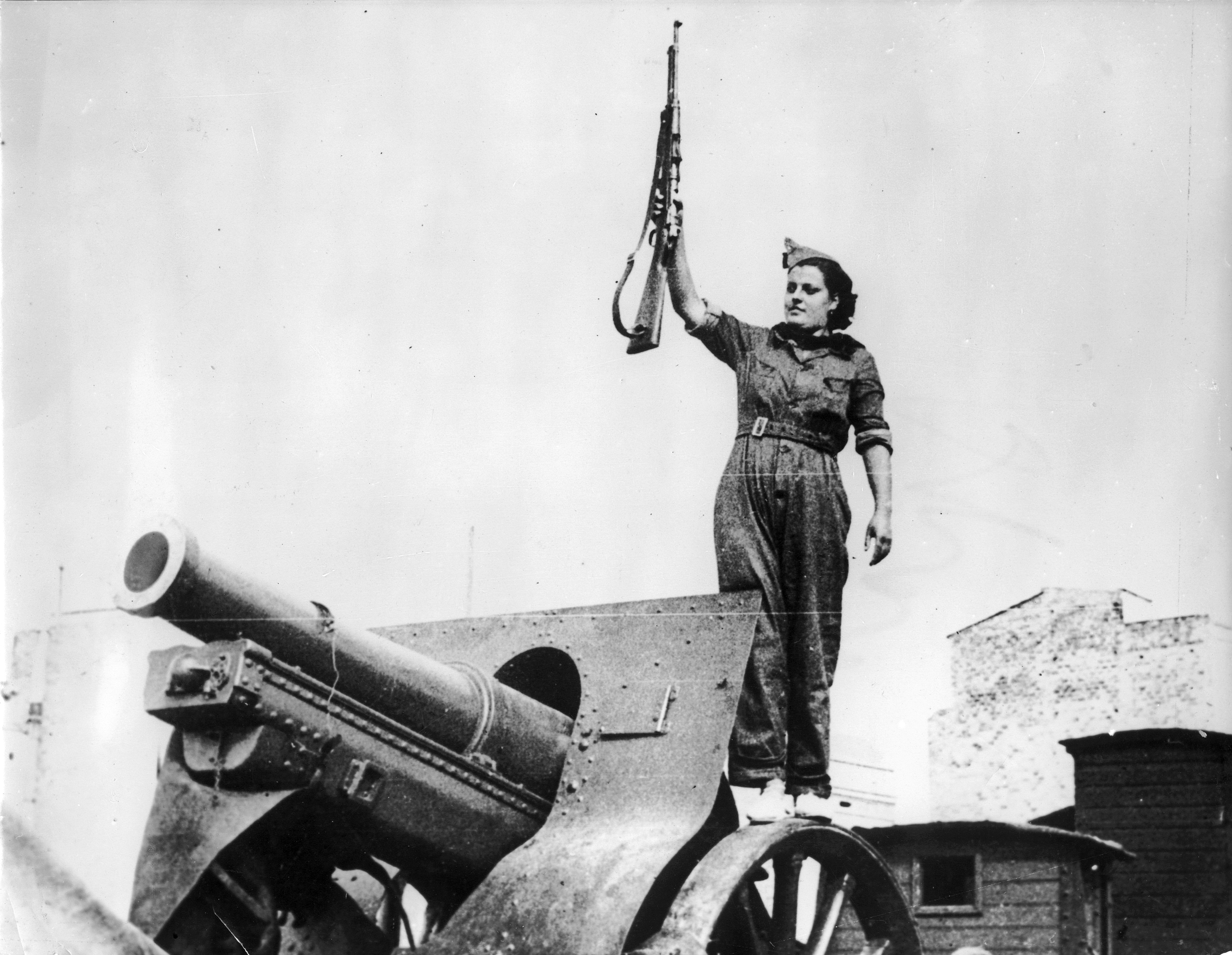
Miliciana posa con un rifle sobre un cañón, Barcelona, 1936.

La revolución se inició por la decisión del gobierno de José Giral el domingo 19 de julio de «armar al pueblo» para hacer frente a la sublevación militar iniciada en el Protectorado Español de Marruecos en la tarde del viernes 17 de julio y que se extendió a la península durante los dos días siguientes. Gabriele Ranzato considera que «armar al pueblo fue armar a la revolución». «El gobierno Giral perdió inmediatamente el control de la situación, y en los primeros meses las milicias armadas más que a hacer la guerra se dedicaron a una obra revolucionaria caótica y sanguinaria, más destructiva que constructiva, localista y utópica, realizada más por los sindicatos —anarquista y socialista— que por los partidos políticos». Julián Casanova comparte esta valoración. Según este historiador, a causa de la decisión del nuevo gobierno de José Giral el Estado republicano perdió el monopolio de las armas, por lo que no pudo impedir que se iniciara una revolución social, ya que las organizaciones obreras no salieron a la calle «exactamente para defender la República, a la que se le había pasado la oportunidad, sino para hacer la revolución. A donde no había llegado la República con sus reformas, llegarían ellos con la revolución. [...] Un golpe de estado contrarrevolucionario, que intentaba frenar la revolución, acabó finalmente desencadenándola». Luis Romero ya destacó la paradoja de que el «desencadenamiento» de la revolución «iba a ser consecuencia directa de la sublevación militar y derechista. Porque el hecho se produjo y, con el pretexto de ayudar al Gobierno, se desbordó su autoridad y sin destituirlo se le reemplazó, y en gran medida sus funciones fueron usurpadas».

## Antecedentes
Como ha señalado el historiador italiano Gabriele Ranzato, durante los cinco meses de gobierno del Frente Popular (de febrero a julio de 1936) «la idea revolucionaria se difundió en una parte creciente del pueblo». El ideólogo del socialismo caballerista Luis Araquistáin ya advirtió que «si el capitalismo había llegado a tal punto de decadencia que no puede existir sin que haya millones de hombres sin trabajo y sin pan, y sin los que trabajan puedan hacerlo más que por jornales insuficientes y en condiciones de vida inhumanas, que desaparezca y deje el paso a un sistema económico donde no haya clases parasitarias». Y esto es lo que explicaría que millones de trabajadores en todo el mundo, especialmente tras el impacto de la Crisis de 1929, «se vieran atraídos por la perspectiva de la revolución», y que «buena parte del pueblo español se viera impulsado a perseguir esa meta con pasión vengativa y justiciera».
En el Congreso Confederal de la Confederación Nacional del Trabajo (CNT) celebrado a primeros de marzo de 1936 en Zaragoza se definió de la siguiente forma el comunismo libertario, ideal revolucionario del anarquismo español:

Terminado el aspecto violento de la revolución, se declararán abolidos: la propiedad privada, el Estado, el principio de autoridad y, por consiguiente, las clases que dividen a los hombres que dividen a los hombres en explotadores y explotados, oprimidos y opresores.
Socializada la riqueza, las organizaciones de los productores, ya libres, se encargarán de la administración directa de la producción y del consumo.
Establecida en cada localidad la Comuna Libertaria, pondremos en marcha el nuevo mecanismo social. Los productores de cada ramo u oficio, reunidos en sus sindicatos y en los lugares de trabajo, determinarán libremente la forma en que este ha de ser organizado.

En el mismo Congreso también se acordaron las medidas para defender la nueva sociedad comunista libertaria instaurada tras el triunfo de la revolución «ya sea contra el peligro de una invasión extranjera capitalista, ya para evitar la contrarrevolución en el interior del país»:

El pueblo armado será la mayor garantía contra todo intento de restauración, por esfuerzos del interior o del exterior, del régimen destruido. Existen millares de trabajadores que han desfilado por los cuarteles y conocen la técnica militar moderna. Que cada comuna tenga sus armamentos y elementos de defensa, ya que hasta consolidar definitivamente la revolución estos no serán destruidos para convertirlos en instrumentos de trabajo. Recomendamos la necesidad de la conservación de aviones, tanques, camiones blindados, ametralladoras y cañones antiaéreos, pues es en el aire donde reside el verdadero peligro de invasión extranjera. Si llega este momento, el pueblo se movilizará rápidamente para hacer frente al enemigo, volviendo los productores a los sitios de trabajo tan pronto hayan cumplido su misión defensiva.

## Desarrollo

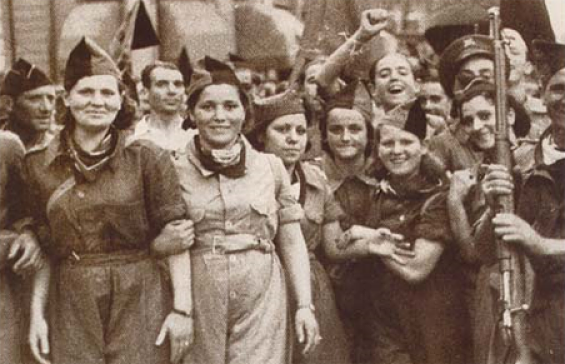
Milicianas anarquistas durante la Revolución social española de 1936.

Así describió en sus memorias el comunista Manuel Tagüeña lo que sucedió en la zona republicana durante los primeros meses de la guerra civil:

La situación real, que podía observar el que mirase a la calle, es que había terminado la II República. La sublevación militar, paradójicamente, había desencadenado la revolución que pretendía impedir y el poder efectivo estaba en manos de los grupos armados, de anarquistas, socialistas y comunistas, aunque se mantuviera formalmente el Gobierno como símbolo de la legalidad republicana ante la opinión internacional. Cada grupo con sus objetivos, sus programas y sus fines diferentes y muy pronto cada uno con sus unidades de milicianos, sus policías, sus intendencias y hasta sus finanzas. En cuanto a los republicanos, habían sido barridos por los acontecimientos y muy poco iban a significar durante toda la guerra.

### De julio a septiembre de 1936: el «verano de la revolución»

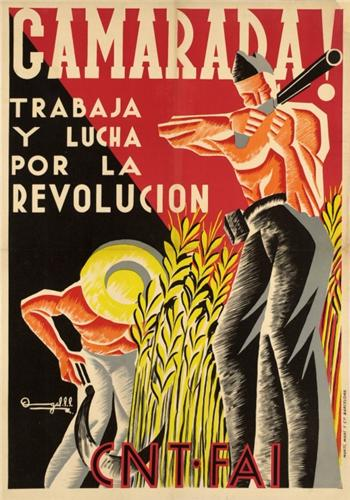
Cartel propagandístico de la CNT-FAI (1936) animando a defender la revolución.

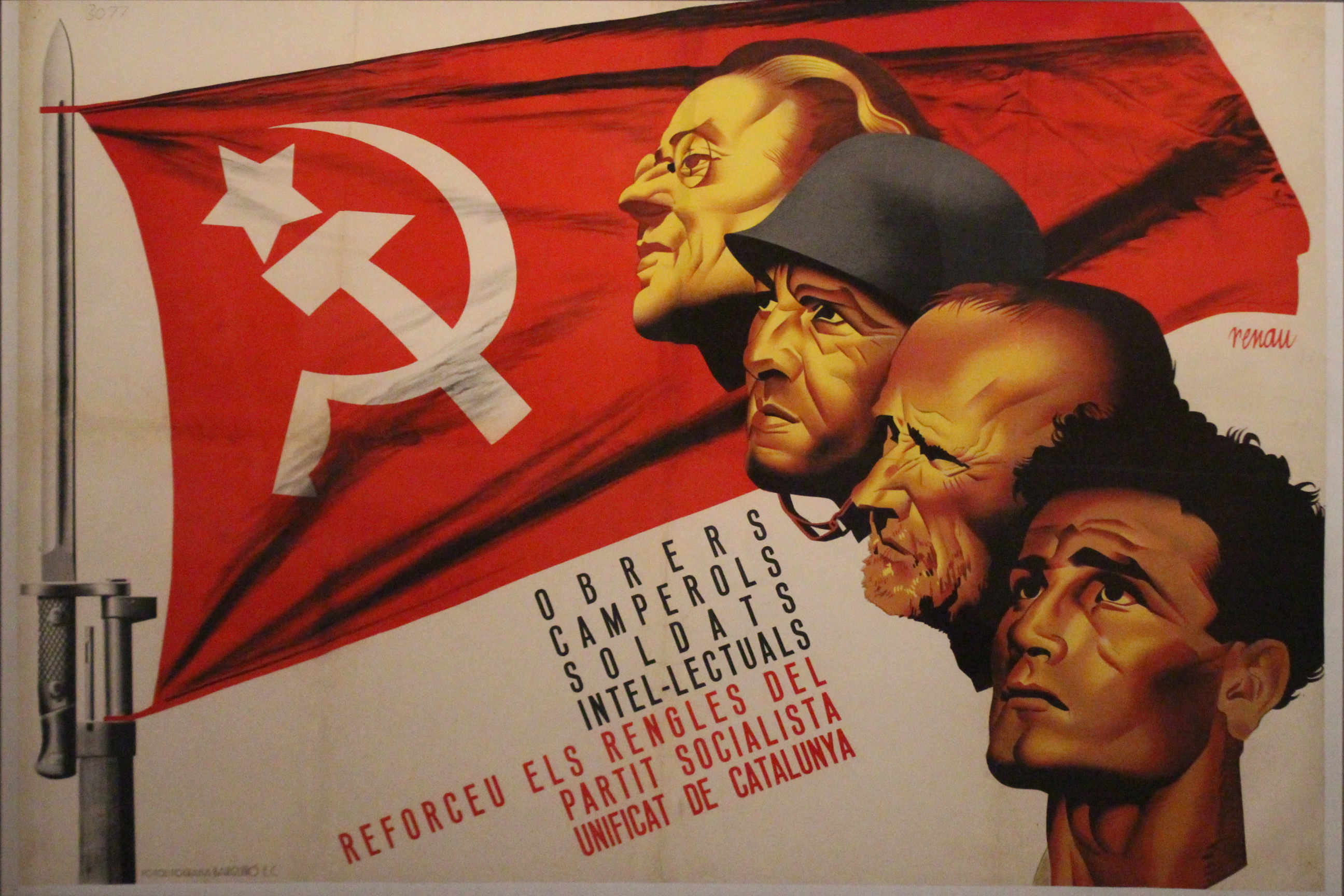
Póster propagandístico del Partido Socialista Unificado de Cataluña (PSUC), obra del cartelista Josep Renau. Se muestran los cuatro grupos que intentaba aglutinar la revolución social; obreros, campesinos, militares e intelectuales.

Los sindicatos CNT y UGT convocan una huelga general del 19 al 23 de julio como respuesta a la sublevación militar. Ya en estas primeras semanas, se establecen dos matices entre los sectores revolucionarios anarcosindicalistas: el grupo radical, vinculado fundamentalmente a la FAI y a través de ella a la CNT, aunque también participen otras organizaciones menores, que entiende el fenómeno del que participa como una revolución a la usanza tradicional; y el grupo posibilista, formado también por miembros de otro sector de la CNT (y otros grupos revolucionarios más moderados), que expresa la conveniencia de participar en un frente más amplio, el posteriormente llamado Frente Popular Antifascista (FPA), resultado de sumar los sindicatos a la coalición electoral Frente Popular.

Emblema de la CNT.

Paralelamente, surge la formación de estructuras de poder al margen del Estado, la mayoría de las cuales tendrán carácter local o comarcal (el Comité de Guerra de Gijón, el Comité Popular de Sama de Langreo, el Consejo de la Cerdaña, el Comité Antifascista de Ibiza, etc.) sobrepasando en ocasiones estos límites como en el caso del Comité Central de Milicias Antifascistas de Cataluña, el Comité Ejecutivo Popular de Valencia, el Consejo Regional de Defensa de Aragón o el Comité de Salud Pública de Málaga.
En pocos días se articulan los frentes de la Guerra Civil, de los cuales uno de los principales en el contexto de la revolución es el de Aragón. El 24 de julio de 1936 parte la primera milicia voluntaria de Barcelona en dirección a Aragón. Es la Columna Durruti, de alrededor de 3000 personas, en su mayoría trabajadores coordinados por Buenaventura Durruti, que van implantando el comunismo libertario por los municipios por los que van pasando. Además, se formarán otras de estas estructuras militares de carácter «popular» como la Columna de Hierro o la Columna Roja y Negra que parten también hacia Aragón. Allí tendrá lugar la mayor experiencia colectivista de la revolución.

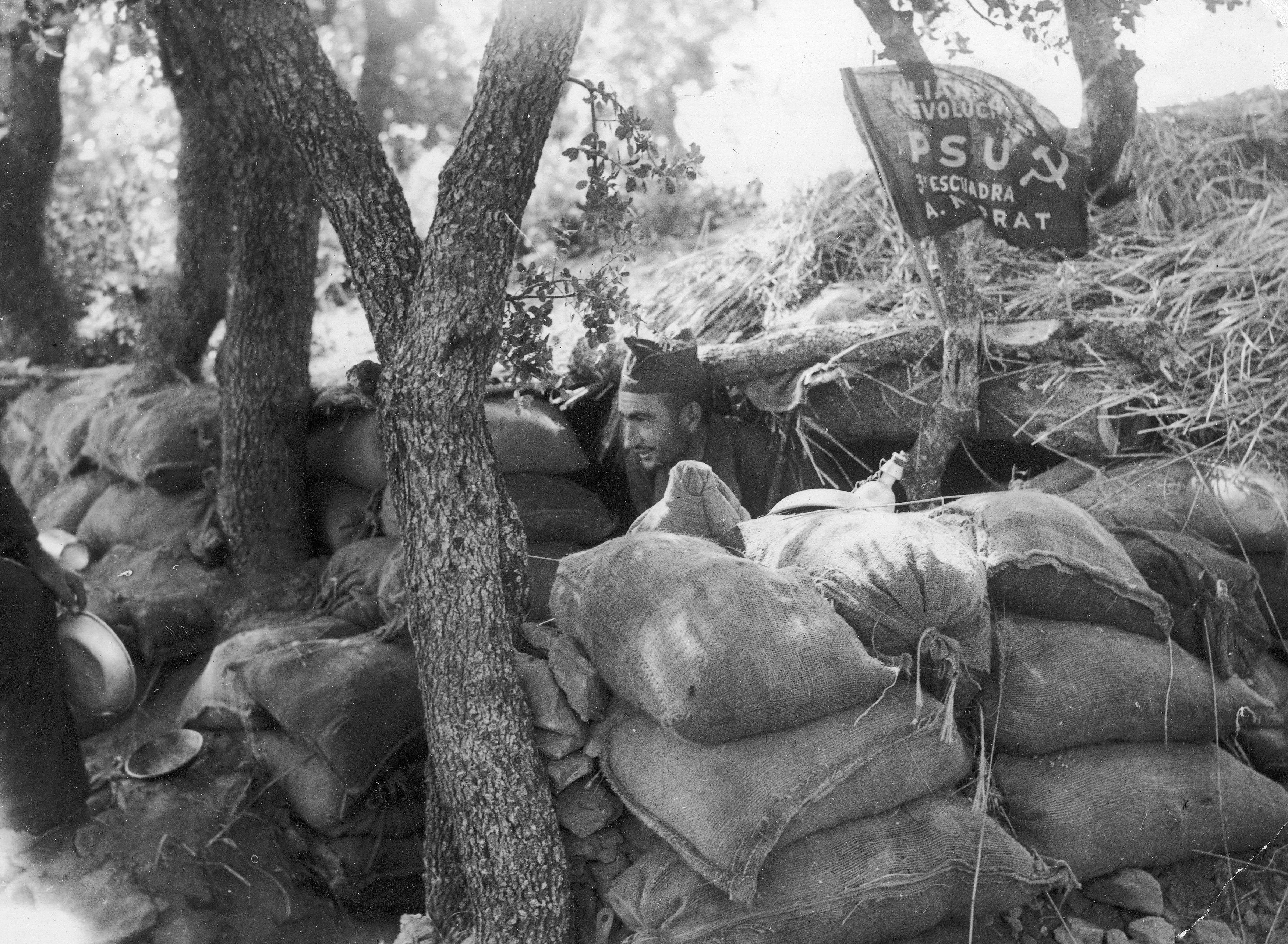
Miliciano del Partido Socialista Unificado de Cataluña (PSUC) hace guardia cerca de Huesca, en el Frente de Aragón (1936).

Durante esta periodo la mayor parte de la economía española fue puesta bajo el control de los sindicatos. Principalmente en áreas anarquistas como Cataluña, este fenómeno llegó al 75% del total de la industria, mientras que en las áreas de influencia socialista la tasa fue bastante menor. Las fábricas fueron organizadas por comités de trabajadores, las áreas agrícolas llegaron a colectivizarse y funcionar como comunas libertarias. Incluso lugares como hoteles, peluquerías, medios de transporte y restaurantes fueron colectivizados y manejados por sus propios trabajadores. George Orwell describe una escena de Aragón durante este periodo, en el cual participó como parte de la División Lenin del POUM, en su libro Homenaje a Cataluña:

Yo estaba integrando, más o menos por azar, la única comunidad de Europa occidental donde la conciencia revolucionaria y el rechazo del capitalismo eran más normales que su contrario. En Aragón se estaba entre decenas de miles de personas de origen proletario en su mayoría, todas ellas vivían y se trataban en términos de igualdad. En teoría, era una igualdad perfecta, y en la práctica no estaba muy lejos de serlo. En algunos aspectos, se experimentaba un pregusto de socialismo, por lo cual entiendo que la actitud mental prevaleciente fuera de índole socialista. Muchas de las motivaciones corrientes en la vida civilizada —ostentación, afán de lucro, temor a los patrones, etcétera— simplemente habían dejado de existir. La división de clases desapareció hasta un punto que resulta casi inconcebible en la atmósfera mercantil de Inglaterra; allí sólo estábamos los campesinos y nosotros, y nadie era amo de nadie.

Portada de Homenaje a Cataluña (1938), de George Orwell, obra en la que relata su experiencia en Cataluña y Aragón durante la guerra como militante del P.O.U.M.

Las comunas libertarias se rigieron por el principio básico de «De cada uno de acuerdo a su habilidad, a cada uno de acuerdo a su necesidad». En algunos lugares, el dinero fue totalmente eliminado, para ser reemplazado por vales. Bajo este sistema, el costo de los bienes era con frecuencia un poco más de un cuarto del costo anterior. Las tierras expropiadas fueron el 70% en Cataluña, cerca del 70% en el Aragón oriental, el 91% en la Extremadura que quedó bajo el control de la República, el 58% en Castilla-La Mancha, el 53% en la Andalucía no ocupada a los militares insurrectos, el 25% para Madrid, el 24% para Murcia y el 13% en la actual Comunidad Valenciana. Del total de las tierras expropiadas el 54% fueron colectivizadas, según datos del IRA. Sin embargo, dado que el Ministerio de Agricultura, y por extensión el IRA, estaban bajo control del Partido Comunista, hostil a la colectivización, los datos podrían ser mayores. Las provincias donde adquirieron mayor importancia las colectividades rurales, fueron las de Ciudad Real -donde estaban colectivizadas en 1938, 1 002 615 has, el 98,9 % de la superficie cultivada en 1935- y Jaén -con 685 000 has y el 76,3 %-, quedando a mucha distancia el resto de las provincias republicanas. Muchas colectividades aguantarían hasta el final de la guerra.

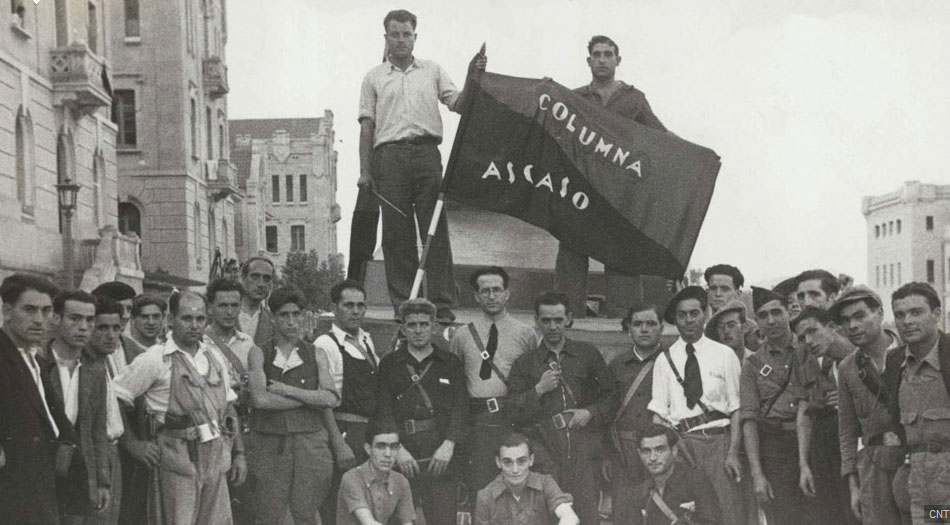
Milicianos de la Columna Ascaso en julio de 1936, antes de partir al Frente de Aragón.

En el Aragón en el que se proclama el comunismo libertario se formaron aproximadamente 450 colectividades rurales, la práctica totalidad de ellas en manos de la CNT, con un número que rondará las 20 a cargo de la UGT. En el área valenciana se constituirán 353 colectividades, 264 dirigidas por la CNT, 69 por la UGT y 20 de manera mixta CNT-UGT. Unos de sus principales desarrollos serán el Consejo Levantino Unificado de Exportación de Agrios (conocido por sus iniciales, CLUEA) y la total socialización de las industrias y servicios de la ciudad de Alcoy. En Cataluña los sindicatos obreros de la CNT se hicieron con numerosas fábricas textiles, organizaron los tranvías y los autobuses de Barcelona, implantaron empresas colectivas en la pesca, en la industria del calzado e incluso se extendió a los pequeños comercios al por menor y a los espectáculos públicos. En pocos días el 70 % de las empresas industriales y comerciales habían pasado a ser propiedad de los trabajadores en aquella Cataluña que concentraba, por sí sola, dos tercios de la industria de España. Se ha afirmado que las comunas anarquistas producían más que antes de ser colectivizadas. Trabajaron sobre los principios libertarios: las decisiones eran tomadas a través de concilios de ciudadanos comunes sin ningún tipo de burocracia.
Sumado a la revolución económica, existió un espíritu de «revolución cultural y moral»: los ateneos libertarios se convirtieron en lugares de encuentro y auténticos centros culturales de formación ideológica, en los cuales se organizaban desde clases de alfabetización hasta charlas sobre sanidad, además de una amplia gama de actividades: excursiones al campo, bibliotecas de acceso público, representaciones teatrales, tertulias políticas o talleres de costura. Se fundaron numerosas escuelas racionalistas, que ampliaron la oferta ya existente en ateneos y centros sindicales, en las cuales se llevaban a cabo los postulados educativos de Ferrer y Guardia, Mella, Tolstoi o Montessori. Igualmente, en el terreno social algunas tradiciones eran consideradas como tipos de opresión, e igualmente la moral burguesa era vista como deshumanizante e individualista. Así por ejemplo, durante la revolución, a las mujeres se les permitió abortar en Cataluña, la idea del amor libre consensuado se hizo popular y hubo un auge del naturismo.
El orden público también varió sustancialmente, llegando a prescindir de las fuerzas de orden público clásicas (Policía, Guardia Civil, Juzgados y ejército) suplantadas por las Patrullas de Control formadas por voluntarios, las milicias populares y las asambleas de barrio en las cuales se pretendían resolver los problemas que pudieran surgir. Las puertas de muchas prisiones fueron abiertas liberando a los presos entre los cuales había muchos políticos pero también delincuentes comunes, siendo algunas prisiones derribadas.
Pese a la situación de descomposición de facto del poder estatal, el 2 de agosto el gobierno de Giral tomó una de las primeras medidas al objeto de restablecer el Estado republicano con la creación de los Batallones de Voluntarios, embrión del Ejército Popular de la República. También promulgó algunos decretos, más simbólicos que reales:
- Decreto del Gobierno de la República del 18 de julio declarando cesantes a los militares que participen en el golpe.
- Decreto declarando cesantes a los empleados del Gobierno que simpaticen con los golpistas del 25 de julio.
- Decreto de intervención de la industria del Gobierno del 25 de julio.
- Decreto de incautación de los ferrocarriles del Gobierno del 3 de agosto.
- Decreto de intervención en los precios de venta de alimentación y ropa del Gobierno del 3 de agosto.
- Decreto de incautación de fincas rústicas del Gobierno del 8 de agosto.
- Decreto de clausura de instituciones religiosas del Gobierno del 13 de agosto.
- Decreto de socialización y sindicalización de la economía del Gobierno autonómico catalán del 19 de agosto.
- Decreto de creación de los Tribunales Populares del Gobierno del 23 de agosto.

Surgen también ya las primeras tensiones entre la estrategia de la CNT (y el conjunto del movimiento anarquista) y la política del Partido Comunista y su extensión en Cataluña, el PSUC, y el 6 de agosto salen los miembros del PSUC del gobierno autonómico catalán por las presiones anarcosindicalistas.

### De septiembre a noviembre de 1936: la formación del gobierno de Largo Caballero

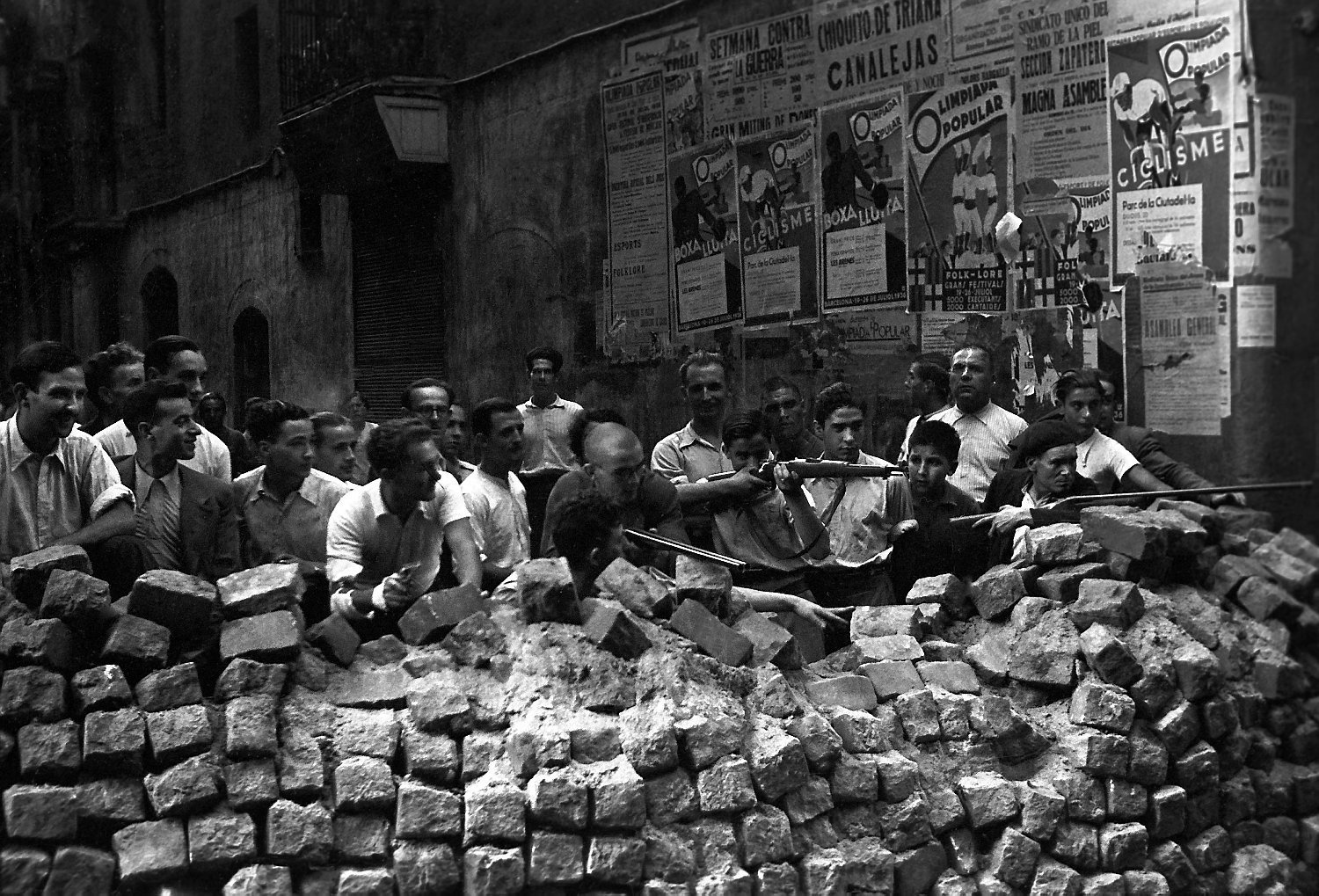
Milicianos en una barricada improvisada en Barcelona (19 de julio de 1936).

Escudo del Consejo Regional de Defensa de Aragón

Debido al crecimiento de la escalada bélica los sindicatos empiezan a ceder circunstancialmente el control de las columnas al Estado para la Defensa de Madrid de octubre-noviembre, que fue dirigida por un organismo semiindependiente, en el que estaban representados todos los partidos del Frente Popular además de los anarquistas, la Junta de Defensa de Madrid, luego llamada Junta Delegada de Defensa de Madrid. El inicio de todo este progresivamente mayor acuerdo y acercamiento entre los partidos del Frente Popular y los sindicatos se plasma en la formación el 4 de septiembre del gobierno de Francisco Largo Caballero. Entre las medidas que adopta destacan el Decreto de incautación de fincas de condenados por los Tribunales Populares del Gobierno del 17 de septiembre y el Decreto de creación de los Jurados de Urgencia del Gobierno del 10 de octubre. Por su parte el gobierno autónomo catalán aprueba el Decreto de colectivizaciones y control obrero del 22 de octubre.
El principal objetivo del gobierno de Largo Caballero no fue intervenir activamente en el desarrollo de la revolución sino potenciar y fortalecer el Ejército, medidas entre las que destacan la Constitución de la Milicia de Vigilancia de Retaguardia (16 de septiembre), el Decreto de transvase voluntario de jefes y oficiales de las milicias populares al Ejército (28 de septiembre) y el Decreto de aplicación del Código de Justicia militar a las milicias populares (29 de septiembre).
Cuando la guerra se empieza a prolongar, el espíritu de los primeros días de revolución afloja y comienza la fricción entre los muy diversos integrantes del Frente Popular, especialmente entre los anarquistas y los comunistas. El PCE defendía la idea de que la Guerra Civil hacía necesario posponer la revolución social en curso hasta que se ganase la guerra, una vez derrotadas las fuerzas del General Franco. El PCE abogaba por no enemistarse con las clases medias, las bases de los partidos republicanos, que podrían verse afectadas y perjudicadas por la revolución y volverse hacia el enemigo. Los anarquistas y los poumistas (comunistas antiestalinistas) estaban en desacuerdo con esta opinión, al entender que la guerra y la revolución eran lo mismo en el contexto español, una prolongación la una de la otra. Creían que la guerra era una manifestacción de la lucha de clases, y que el proletariado había derrotado a los militares precisamente por este impulso revolucionario que traían desde hacía años y no por defender una «república burguesa». Según los anarquistas y los poumistas, a las milicias de los partidos y grupos que se situaban en contra de la posición del gobierno del Frente Popular se les estaba obstaculizando la ayuda y recursos, viendo así estos reducida su capacidad de actuación, a causa de lo cual en la mayoría de las áreas republicanas comenzaron lentamente a revertirse los recientes cambios realizados.

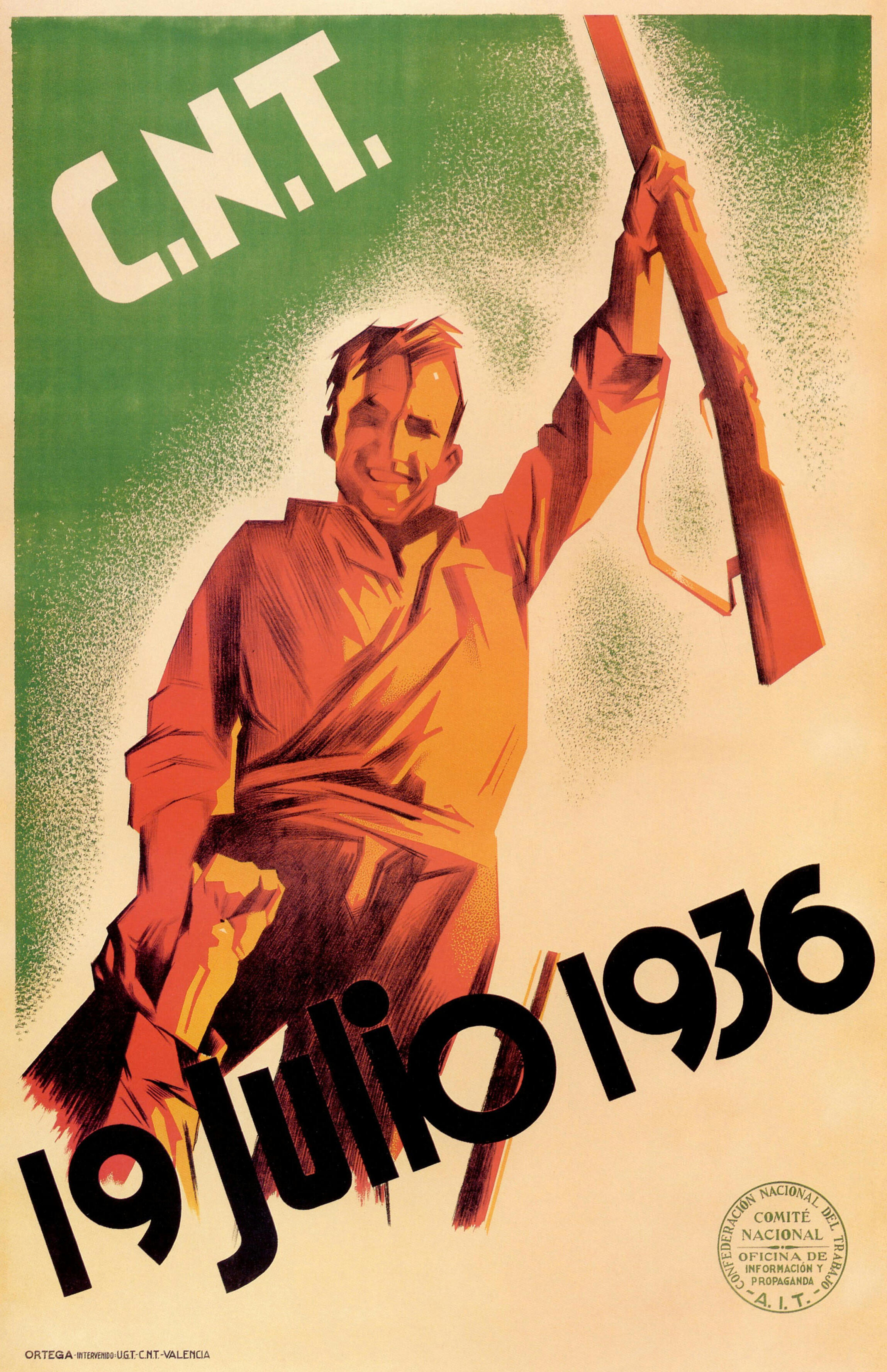
Póster propagandístico de la CNT, animando a combatir en la guerra civil española.

Una excepción la constituirá la consolidación del proceso colectivista en Aragón, a donde llegarán miles de milicianos libertarios de Valencia y Cataluña, y en donde ya antes del inicio de la Guerra Civil existía la más importante base obrera anarcosindicalista afiliada a la CNT de toda España. La asamblea convocada en Bujaraloz en las semanas finales de septiembre de 1936 por el Comité Regional de la CNT de Aragón, con delegaciones de los pueblos y las columnas confederales, siguiendo las directivas propuestas del 15 de septiembre de 1936 en Madrid por el Pleno Nacional de Regionales de la CNT, de proponer a todos los sectores políticos y sindicales la formación de Consejos Regionales de Defensa vinculados federativamente a un Consejo Nacional de Defensa que haría las funciones del gobierno central, acuerda la creación del Consejo Regional de Defensa de Aragón, que celebra su primera asamblea el 15 de octubre del mismo año.
A pesar de ello, el 26 de septiembre los anarquistas (CNT-FAI) de Cataluña, finalmente dominados por los posibilistas, inician una política de colaboración con el Estado, integrándose en el gobierno autonómico de la Generalidad de Cataluña, que renace frente al Comité Central de Milicias Antifascistas de Cataluña, autodisuelto el 1 de octubre. Por otra parte el Consejo Regional de Defensa de Aragón es legalizado y regulado el 6 de octubre por decreto (aunque puede decirse que este se mantuvo siempre "al margen de la legalidad republicana", siendo esta quien lo aceptará). Frente a esta aparente tolerancia, un decreto de la Generalidad ilegaliza el 9 de octubre todos los Comités locales en Cataluña, sustituyéndolos formalmente por Consejos Municipales del Frente Popular Antifascista. Todas estas concesiones a las instituciones fueron considerados por algunos como una traición a los principios clásicos del anarquismo.

### De noviembre de 1936 a enero de 1937: la integración de la CNT en el gobierno de Largo Caballero

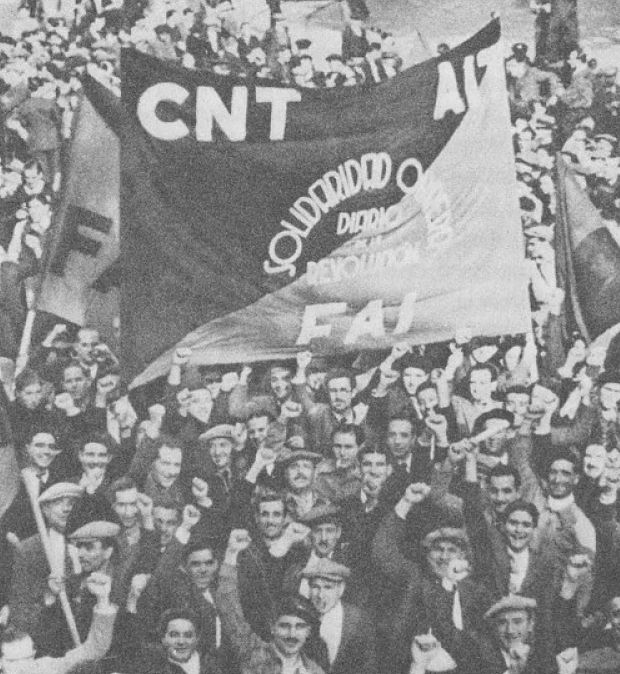
Manifestación obrera con consignas de la FAI, CNT, AIT y Solidaridad Obrera.

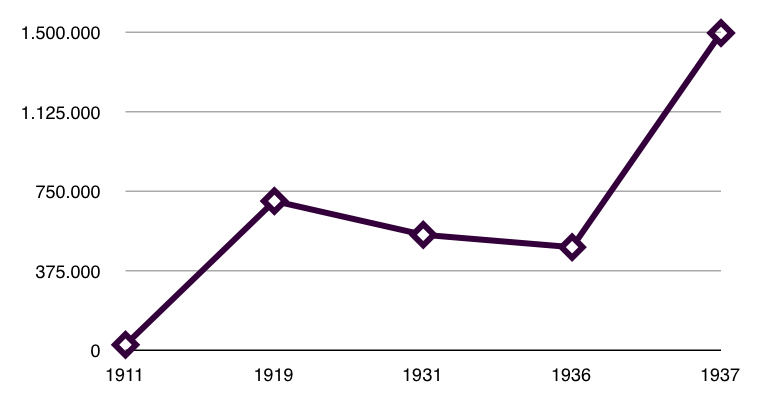
Evolución del número de afiliados oficiales de la CNT entre 1911 y 1937.

El 2 de noviembre el Comité Ejecutivo Popular de Valencia aprueba un nuevo programa de acción que le subordina a la política del Gobierno de la República (segundo gabinete de Largo Caballero el 4 de noviembre), en el que se integran como ministros Juan García Oliver, Juan López Sánchez, Federica Montseny y Juan Peiró, miembros destacados de la CNT. Durante este mes, la Columna de Hierro decide tomar brevemente Valencia, en protesta por la escasez de aprovisionamientos que le proporciona el Comité Ejecutivo Popular, en manos de los posibilistas, produciéndose posteriormente enfrentamientos por las calles de la ciudad entre milicias libertarias y grupos comunistas, con un saldo de más de 30 muertos.
El día 14 de noviembre, la Columna Durruti llega a Madrid, después de ceder ante la presión de los posibilistas, que exigen la colaboración con el Estado. El 20 de noviembre muere en extrañas circunstancias Buenaventura Durruti combatiendo en la batalla de Madrid, a donde había llegado con más de mil milicianos desde el Frente de Aragón.

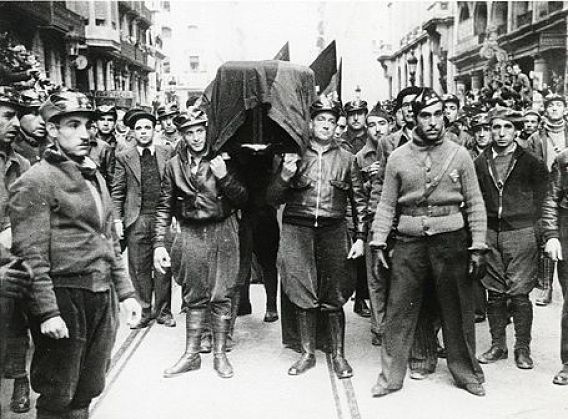
Funeral de Durruti en Barcelona (23 de noviembre de 1936). La pérdida de este líder anarquista durante la Defensa de Madrid supuso un duro golpe para las milicias en la Guerra Civil.

El 17 de diciembre el diario soviético Pravda de Moscú publica un editorial donde se lee: «Ya ha comenzado en Cataluña la depuración de trotskistas y anarcosindicalistas; se ha llevado a cabo con la misma energía que en la Unión Soviética». Por su lado, otra de las estructuras radicales, el Comité de Guerra de Gijón es trasformado por decreto del 23 de diciembre en el Consejo Interprovincial de Asturias y León, regulado por las autoridades gubernamentales de la República y más moderado en sus políticas, al tiempo que reconoce oficialmente la formación del Comité de Defensa Nacional. El 8 de enero de 1937 se disuelve el Comité Ejecutivo Popular de Valencia.
Durante estos meses el Gobierno pasa a controlar definitivamente las milicias populares anarquistas, disolviéndolas para que se integren obligatoriamente en el Ejército Popular, estructurado y jerarquizado bajo mando de oficiales profesionales.

### De enero de 1937 a mayo de 1937: el fin del gobierno de Largo Caballero
El 27 de febrero de 1937, el gobierno prohíbe el periódico de la FAI, Nosotros (iniciando así el período durante el que la mayor parte de las publicaciones críticas con el gobierno pasan a sufrir censura), al día siguiente prohíbe a los policías pertenecer a partidos políticos o sindicatos, medida adoptada por el gobierno autonómico catalán el 2 de marzo. El 12 del mismo mes, la Generalidad aprueba una orden exigiendo la entrega de todas las armas largas y materias explosivas a los grupos que no estén militarizados. Empiezan más enfrentamientos entre los sectores del Frente Popular, y el día 27 se produce la dimisión de los consejeros anarquistas del gobierno autónomo catalán. Durante el mes de marzo se completará la militarización de las milicias, transvasadas a un Ejército regular y sujetas a los regímenes de disciplina y jerarquía de este, contra lo que se alzarán muchas voces del anarquismo.
El 17 de abril, al día siguiente de que los ministros de la CNT volvieran a la Generalidad, una fuerza de carabineros en Puigcerdá pide a las patrullas obreras de la CNT que les entreguen el control de las aduanas de la frontera con Francia; al mismo tiempo la Guardia Civil y la Asalto es enviada a Figueras y a otras localidades de la provincia de Gerona para acabar con el control de la policía por parte de las organizaciones obreras y es disuelto el Consejo de la Cerdaña, uno de los más autónomos. Simultáneamente, en Barcelona, la Guardia de Asalto procede a desarmar a los obreros a la vista del público, en las calles.
Durante el mes de mayo se agudizan los enfrentamientos entre los partidarios de la revolución y los partidarios de la reconstrucción del Estado republicano. El 13 de ese mes de 1937, tras los sucesos de las Jornadas de Mayo de Barcelona, los dos ministros comunistas, Jesús Hernández y Vicente Uribe, proponen al Gobierno que se castigue a la Confederación Nacional del Trabajo (CNT) y el Partido Obrero de Unificación Marxista (POUM), iniciándose en la práctica la represión contra este último partido. El 16 de mayo dimite Largo Caballero, a lo que sigue la formación del gobierno del socialista Juan Negrín (aparentemente un hombre de Prieto) pero sin apoyo de los anarquistas ni de los socialistas caballeristas.

### El gobierno Negrín: la reconstrucción del Estado republicano

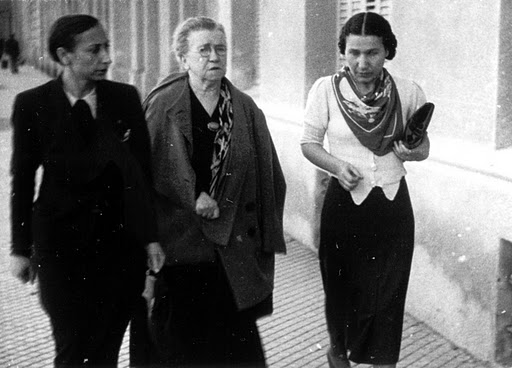
La activista anarco-feminista Lucía Sánchez Saornil junto a la anarquista lituano-estadounidense Emma Goldman (1938).

El día 25 de mayo queda excluida la FAI de los Tribunales Populares. El 8 de junio de 1937, el gobierno (que desde noviembre de 1936 tenía su sede en Valencia), promulga un decreto por el que ilegalizaba temporalmente las colectividades rurales que aún no habían sido disueltas. El 14 de junio, se forma un nuevo gobierno de la Generalidad de Cataluña, también sin los anarquistas y poumistas. El 15 es ilegalizado el POUM y su comité ejecutivo es detenido. El 16 se disuelve la 29.ª División (Ex División Lenin, del POUM).
En agosto, se prohíbe por medio de una circular del gobierno las críticas a la URSS.[cita requerida] En este mes también el gobierno central dispone la disolución del Consejo de Defensa de Aragón, prácticamente el último órgano de poder revolucionario que quedaba, el cual es ocupado militarmente por tropas del Ejército republicano el día 10. Joaquín Ascaso, su presidente, es detenido. Asimismo, la undécima división comunista arremete contra diversos comités aragoneses y disuelve las colectivizaciones, aunque poco después se reorganizan en muchos casos. El día 7, el gobierno autoriza el culto religioso en privado, una de sus muchas medidas intentando restablecer el poder del Gobierno en la zona republicana, al tiempo que en Barcelona se producen manifestaciones contra la suspensión de la publicación anarcosindicalista Solidaridad Obrera, disueltas con gran violencia. El día 16 se prohíben en Barcelona los mítines políticos. El 26 del mismo mes, el Consejo asturiano se proclama Consejo Soberano de Asturias y León, ente soberano e independiente de la República.
El 21 de octubre, se produce una manifestación de la CNT y de los militantes socialistas ante la prisión de San Miguel de los Reyes de Valencia, amenazando con echar las puertas abajo si no se liberaba a los presos. El 12 de noviembre, la CNT se retira de los comités del Frente Popular.
El 6 de enero de 1938, el Gobierno publica un decreto por el que se prohíbe toda nueva emisión de billetes y monedas de comités, ayuntamientos, corporaciones, etc. y se da un plazo de un mes para que sean retirados de la circulación.

## La Revolución en diferentes aspectos

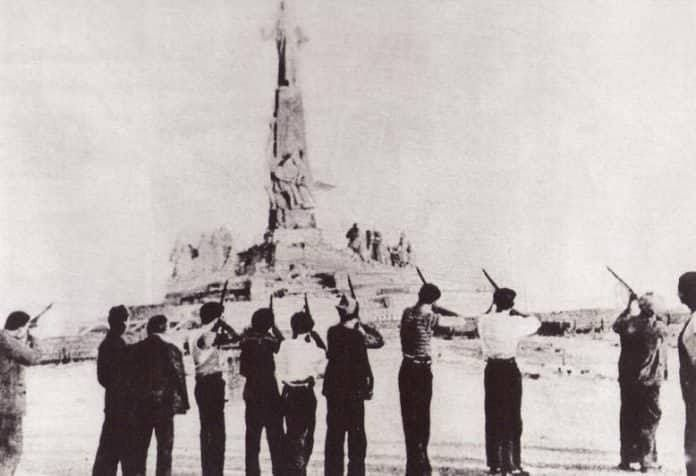
Milicianos republicanos fusilando la estatua del Sagrado Corazón, en el Cerro de los Ángeles (Madrid), el 28 de julio de 1936. Este monumento se encuentra en el centro geográfico de la Península Ibérica, por lo que esta ejecución simbólica pretendía representar el fin del catolicismo en España.

### Económicos
La Revolución tuvo como objetivo principal subvertir los esquemas tradicionales y capitalistas de la economía. Los elementos más importantes fueron los relacionados con la propiedad y desarrollo de la economía en todas sus fases: gestión, producción y distribución. Por ello se llevaron a cabo numerosas experiencias de gestión y control obreros y colectivizaciones agrarias en todo el territorio en manos de la República. En algunas localidades y ciudades las transformaciones fueron espontáneas y tomaron caminos diversos, sin embargo en un gran número de casos el primer paso se dio en Barcelona y en el resto de España se imitó.[cita requerida]

#### La industria

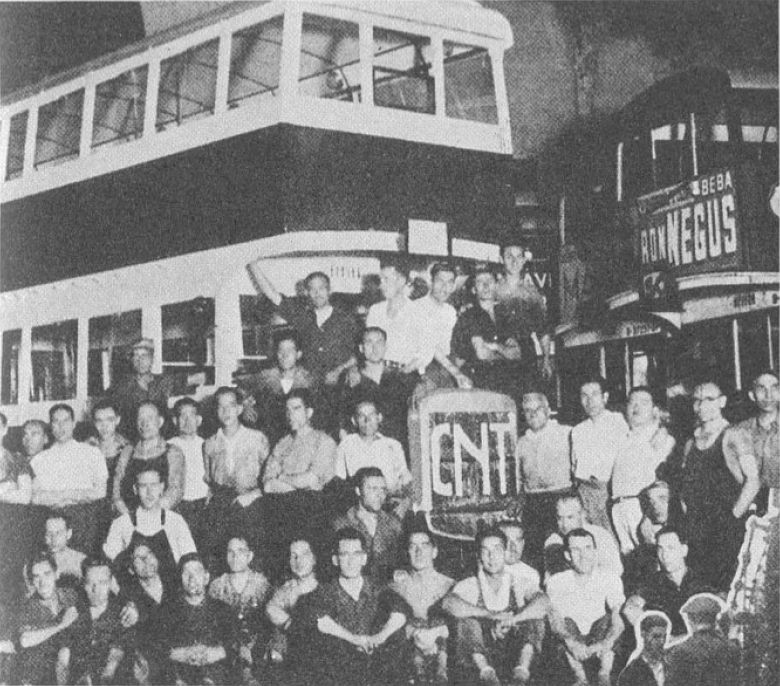
Trabajadores de una fábrica colectivizada de autobuses en Barcelona (1936). A comienzos de la guerra, muchas fábricas fueron tomadas por los sindicatos, y se estableció la autogestión de las mismas por los trabajadores.

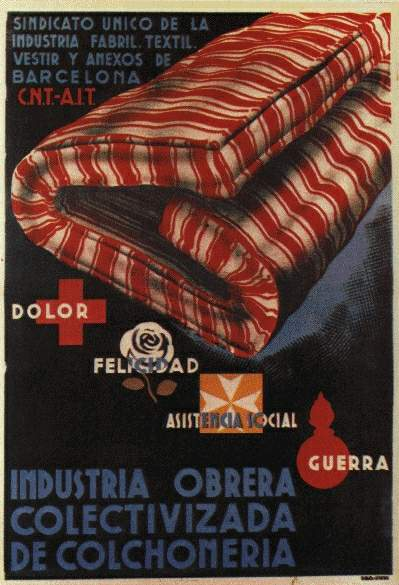
Cartel de la CNT fechado en mayo de 1937, donde se muestra una industria textil colectivizada: Industria Obrera Colectivizada de Colchonería.

Tras el golpe de Estado y el comienzo de la guerra civil muchos propietarios de la zona republicana son asesinados, hechos presos o se marchan; de esta manera en toda la zona leal quedan multitud de empresas y fábricas sin dirección. Esta situación lleva a la toma de fábricas, empresas e industrias enteras por parte de los sindicatos. Dentro del ámbito industrial la revolución fue llevada a cabo de diferentes maneras. Estas diferencias radiaban de numerosos factores: la desaparición del propietario, la fuerza y orientación política de las organizaciones obreras, la existencia de capital extranjero en la propia empresa o incluso la destinación de sus producto. Ante esta situación se dieron tres orientaciones mayoritarias: control obrero, nacionalización o socialización. Las diferencias fundamentales fueron: en cuanto al control obrero la existencia de capital extranjero, lo que limitaba la capacidad revolucionaria de los obreros; la nacionalización se dio en empresas con dirección afecta al comunismo soviético y más adelante en todas las industrias de guerra; por último la socialización se dio en aquellas industrias que no tenían un gran volumen de capital extranjero y la filiación política se acercaba o defendía los postulados de la CNT-FAI.
Cataluña tenía al inicio de la guerra alrededor del 70% de la industria de toda España, lo que, si añadimos que era el centro neurálgico de la CNT y el anarquismo español, da una idea de la importancia que tuvo dentro del proceso revolucionario siendo uno de los lugares donde se dieron unas de las mayores y más interesantes experiencias revolucionarias.
En todos los lugares donde se llevaron a cabo medidas en la industria hay que fijarse en ciertos factores, como el tipo de industria o la implantación de las diferentes organizaciones obreras y partidos políticos, especialmente en el inicio de la revolución, cuando las acciones fueron más amplias, tuvieron mayor libertad de movimiento y el estado no tenía capacidad para oponerse.
El primer modelo de control de la industria fue la socialización consistía en la gestión de la industria por los propios obreros. En el plano práctico se tradujo en la abolición de la propiedad privada por la gestión y propiedad colectiva, basada en los principios de acción directa y antiautoritarismo del anarquismo. En este caso la gestión recaía sobre un consejo de administración compuesto por menos de quince personas en las que estaban involucrados todos los niveles productivo y de servicios de la empresa y en los que las centrales sindicales debían estar representadas proporcionalmente. Este consejo era elegido en asamblea obrera ante la que eran responsables. Los beneficios se repartían entre: trabajadores, empresa y fines sociales. Dentro de la empresa como fondo de reserva, entre los trabajadores como una cantidad ante la cual la asamblea decidía su uso y a fines sociales como aportaciones a cajas de crédito regionales, a desempleados o inversiones en educación y sanidad.
El segundo modelo fue la nacionalización que consistía en la gestión de la industria por el estado. Se tradujo en la abolición de la propiedad privada por la gestión y propiedad estatal. Los consejos directivos estaban controlados por el estado y los beneficios quedaban reducidos al estado y a la propia empresa. Fue la elección que el Partido Comunista defendió, pues de esa manera podría debilitar una de las fuentes más claras de poder, el económico, que la CNT ostentaba.
El tercer y último modelo fue el control obrero que consistía en la creación de un Comité Obrero que se encargase de controlar las condiciones de trabajo, los movimientos de caja de las empresas y el control de la producción en todas aquellas empresas en las que la propiedad siguiese siendo privada, exceptuándose únicamente las que no reuniesen suficiente personal que cumpliera las condiciones para pertenecer al comité. Estos comités no podían tener menos de tres miembros ni más de nueve, estaban compuestos por representantes de las dos sindicales de manera proporcional y procurando representar a todos los servicios o industrias que tratase la empresa. Estos representantes se elegían en una asamblea del centro, asamblea en la que se decidía si el comité también tenía el derecho de firmar los movimientos de fondos, la frecuencia de reunión entre comité y patrón y la frecuencia de las reuniones entre estos. Los cargos no eran retribuidos, duraban dos años reelegibles y respondían de su gestión a la asamblea de la empresa y ante el Consejo General de la Industria. El comité aprobaba el horario, los aumentos y disminuciones de sueldos, cambios de categorías o lugar de trabajo y las notificaciones de faltas a los trabajadores. El comité debía reunirse una vez a la semana para debatir las propuestas patronales y para velar por el cumplimiento de las disposiciones oficiales. La representación patronal seguía en poder de la representación legal de la empresa, el poder de contratar, la custodia de la caja y la firma y la fijación de su retribución. Si la empresa tenía como figura legal una sociedad anónima u otro modelo mercantil un miembro del comité debía asistir a las reuniones del consejo con voz pero sin voto.
La remuneración del trabajo fue uno de los puntos de fricción entre las visiones anarquistas y las marxistas durante la etapa revolucionaria. Mientras las organizaciones anarquistas defendían un salario único familiar, las organizaciones marxistas defendían un salario escalonado según el tipo de trabajo que se realizase.
Estas diferencias estarían motivadas por las concepciones que tienen estas dos visiones del individuo y por la motivación del individuo como productor. En primer lugar, mientras el anarquismo entiende el individuo como un sujeto con unas necesidades que deben ser cubiertas, el marxismo entiende el individuo como un productor. El segundo lugar, el anarquismo defiende que el trabajador se esforzará por producir y mejorar el proceso mientras controle la actividad productiva, el marxismo en cambio entiende que el trabajador se esforzará más a cambio de recibir una retribución mayor.

##### Ejemplos de industrias colectivizadas por la CNT
La industria cinematográfica

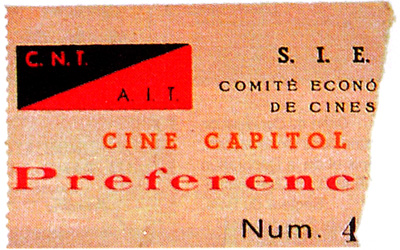
Tiquet de un cine colectivizado por los sindicatos de la CNT y la AIT.

El Sindicato Único de Espectáculos de la CNT fue en cierto modo un modelo de organización y funcionamiento en los medios confederales. Resulta significativo que fueran las salas de cine y teatro de Barcelona unas de las primeras y más rotundas ocupaciones de los militantes cenetistas barceloneses entre el 20 y el 25 de julio.
No cabe duda del contexto de confusión que envolvía esta situación revolucionaria, pero el 26 de julio se nombra una "Comisión de Técnicos" encargada de preparar un proyecto que defina el nuevo marco de trabajo en las salas de cine y de teatro. Ese mismo día, la Generalitat catalana, desbordada por los acontecimientos, crea la "Comisaría d'Espectacles de Catalunya" que no llegó a funcionar en la práctica, acaparando por completo la producción los trabajadores y trabajadoras organizados a través del sindicato cenetista.
El entusiasmo revolucionario organizó y dinamizó todas las actividades cinematográficas y teatrales de Barcelona desde el 6 de agosto hasta mayo de 1937. El proyecto arrancaba uniformando los salarios para todas las características de trabajo de las ramas de la industria del cine. Se estableció con carácter permanente el subsidio de enfermedad, invalidez, vejez y paro forzoso. Todo este sistema permitió dar trabajo a unas seis mil personas y sostuvo durante ese período 114 salas de cine, 12 salas de teatro y 10 "music-halls". Incluso se creó una compañía de ópera en el teatro Tívoli, en un intento de acercar el género grande al gran público.
Se puede decir que fue uno de los sectores que mejor funcionó a nivel económico, construyéndose incluso algunas salas de cine como el Ascaso (hoy Vergara). Otros se reformaron o se terminaron de construir como el cine Durruti (en la actualidad cine Arenas).
A nivel político, la colectivización del cine fue una nueva forma de entender el arte radicalmente opuesta al sistema burgués y capitalista. No hubo unidad de criterio en el proceso creativo, el dogmatismo no se instaló entre bastidores ni detrás del objetivo, y el séptimo arte incorporó una nueva forma de reporterismo al echarse con las cámaras a la calle para rodar lo que ocurría a su alrededor. Se había puesto en marcha la movilización popular para contar lo que veía su mirada y los mensajes surgían como contrainformación. La información del pueblo sustituía así a la del poder.
Entre el 1936 y el 1937 se produjeron más de un centenar de películas impulsadas por la productora y la distribuidora creadas por la CNT. El género documental fue indudablemente el más realizado pues el marco de la guerra inundaba irremediablemente cualquier actividad. Para la realización de películas se creó el SIE Films (Sindicato de la Industria del Espectáculo) y también la marca Spartacus Films. El Sindicato disponía de dos grandes estudios con tres plateaux para filmación, además se acondicionó el Palacio de Bélgica en el recinto de Montjuic, para servicios auxiliares de decorados y figurantes. Sin embargo, la represión de mayo del 37 estranguló la Revolución Social en las calles de Barcelona y, aunque se siguieron haciendo películas, disminuyó considerablemente el ritmo de producción anterior.
La producción cinematográfica anarquista fue una experiencia única. Fue una parte muy relevante de la vida creadora en la Cataluña de la época y se extendió a Aragón, Madrid y Levante a través de diferentes modelos, probablemente adaptándose a las circunstancias de pueblos y ciudades y a las gentes trabajadoras que las hacían posible. Aunque en Madrid la actividad productiva fue menos importante que en Barcelona, se rodaron 24 películas entre documental y ficción.
Dentro de la historia del cine, podríamos decir que en aquellos momentos se produce un fenómeno que se iría extendiendo a lo largo del siglo XX y que actualmente tiene una importancia enorme en la lucha contra la globalización capitalista: la contrainformación. En la revolución rusa hubo un precedente similar. Los obreros dispusieron de cámaras, pero tras la represión de Ucrania y de Kronstadt, con la instauración de la dictadura bolchevique, el cine se convertiría en el principal instrumento de propaganda del régimen. Cabe recordar la Primavera de Praga o el Mayo francés del 68, donde la contrainformación también jugaría un papel muy importante. El colectivo "Dziga Vertov", con Jean Luc Godard a la cabeza, sacó las cámaras a la calle y tomó el cine Odeón.
La industria de la Madera
Entre 7000 y 10  000 personas trabajaron en esta industria, o ramo industrial, durante la Guerra Civil. Poco después del 19 de julio, al volver los trabajadores poco a poco a sus empresas y talleres, los de la madera, uno de los ramos más radicales, comenzaron a socializar su sector industrial. Comenzaron incautándose de las empresas, y mediante un plan general de racionalización de esfuerzos y recursos, cerraron los talleres que no reunían condiciones de higiene suficientes, reagrupándolos para disponer de locales grandes y claros. Aunque al principio siguiera habiendo talleres pequeños, más tarde se irían sumando a la socialización.
Pero pasados unos meses de cierta espontaneidad, se van coordinando esfuerzos hasta lograr la jornada de 8 horas, la unificación de los salarios, la mejora de las condiciones laborales, y lo que es más indicativo, aumentar la producción. La socialización llega desde la tala de árboles en los Pirineos, hasta en la distribución de los muebles ya hechos, pasando por todas las fases de serrería, ebanistería y carpintería. Algunos materiales que no son fáciles de conseguir, debido a la guerra, son sustituidos por otros.
Se crea una escuela profesional, bibliotecas e incluso se hace una Feria del mueble socializado en 1937. Logran coordinarse con la industria socializada de la madera del Levante, para fabricar distintos tipos de muebles y no competir. Aunque algunos intercambios los realizan mediante el trueque (con otros ramos socializados, o bien a algunas colectividades agrarias), en la mayoría de ocasiones tuvieron que utilizar dinero. La Generalidad pondría algunas trabas a la producción.

#### La agricultura: las colectivizaciones

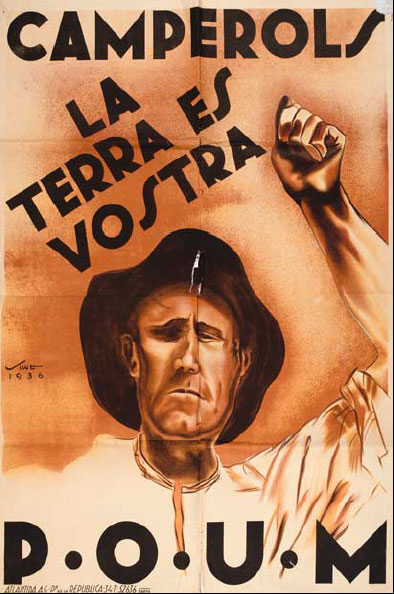
Póster propagandístico del Partido Obrero de Unificación Marxista (P.O.U.M.) de 1936 animando al colectivismo autogestionario de las explotaciones agrícolas: Campesinos, la tierra es vuestra.

Probablemente el mayor ejemplo sobre la revolución social en la España de 1936 vino de los miles de colectividades agrarias que se dieron. La gran parte de estas colectividades nacieron como respuesta a las tierras que quedaron vacías o fueron incautadas por los comités tras el golpe de Estado. El IRA llevó la cuenta de unas 1500 colectividades en toda España, siendo posiblemente este número elevado a 2500. Estas colectividades llegaron a organizarse territorialmente como en el caso de Aragón en el Consejo Regional de Defensa de Aragón, en el de Castilla con la unificación de las federaciones de campesinos y de distribución o en Levante con la creación del CLUEA. Durante toda la guerra estuvieron presentes en los planteamientos políticos y económicos de cada formación, siendo en cierto modo otro de los campos de batalla ideológicos dentro del bando republicano.
Según el anarquista José Peirats, la unión o salida de la colectividad era libre. Si un pequeño propietario quería seguir trabajando la tierra por su cuenta, podía hacerlo siempre que no contratase a nadie. Es decir, las colectividades eran organizaciones dentro del propio pueblo que gestionaban la producción, el trabajo y el reparto de todos los bienes y servicios. En algunos pueblos llegaron a ser toda la población mientras que en otros eran solo parte de esta. Hay que tener en cuenta que, si bien se han atribuido las colectividades al empuje confederal, la UGT tenía un poderoso sindicato campesino llamado Federación Nacional de Trabajadores de la Tierra (FNTT), que en 1936 tenía más de medio millón de afiliados y cuando comenzó la guerra civil, gran parte de estos afiliados estaban a favor de las colectividades.
Las colectividades anarquistas estuvieron inspiradas en los escritos de Piotr Kropotkin (La conquista del pan), Isaac Puente (El comunismo libertario), Diego Abad de Santillán (Organismo económico de la revolución) o de Horacio Martínez Prieto (Anarco-Sindicalismo. Cómo afianzaremos la revolución). De estos autores se desprenden conceptos como la toma del montón, el municipio libre, el federalismo o la toma de los medios de producción por los sindicatos. Estos conceptos, junto a otros desarrollos y reflexiones, llevaron a adoptar en 1936 el comunismo libertario como organización económica de la CNT.
Siguiendo las prácticas libertarias, las colectividades anarquistas se rigieron por una estructura que se puede definir como de abajo arriba. Es decir, todas las decisiones y nombramientos se tomaban en asamblea, donde participaban todas las personas que quisieran de la población. En estas asambleas se trataban todos los temas concernientes al pueblo, pudiendo participar en ellas también personas que hubiesen decidido no ingresar en la colectividad, sin voto en tal caso. En estas mismas asambleas se debatía la marcha de la colectividad y las acciones a realizar. 
En un plano organizativo más amplio las colectividades anarquistas aspiraron a organizarse en federaciones siguiendo el ejemplo de Aragón y su Consejo de Defensa. Hubo congresos en pro de la creación de federaciones de colectividades pero en ningún caso se llegó a constituir un órgano más elaborado que este. Sí se dieron casos de federalismo muy interesantes como el CLUEA, organismo gestor de las exportación de agrios en Levante. Entre las colectividades existió también el intercambio, ya fuera en forma de trueque, con papel moneda propio o con dinero oficial.
Las colectividades se formaron en los pueblos a raíz del abandono, expropiación o acumulación de tierras y herramientas de trabajo por los campesinos. Estaban formadas por las personas que quisieran pertenecer y se repartía el trabajo a realizar entre los diferentes miembros. En aquellos lugares donde no se suprimió el dinero, el salario pasó a ser en la mayoría de los casos un salario familiar. Según este salario se cobraba según los miembros con que contase la familia, aumentando según se fuese pareja o se tuviese hijos.
Uno de los aspectos más destacados de las colectividades anarquistas fueron los planteamientos con los que afrontaron el problema del dinero y la distribución de los productos. En las aldeas y pueblos en los que se abolió el dinero se buscaron diferentes soluciones que variaron según localidad: vales firmados o sellados por los comités, libros de cuentas, monedas locales, tablas de racionamiento o talonarios individuales o familiares. En los casos que se abolió el dinero este se usó para adquirir los productos o herramientas que la colectividad no podía conseguir por sí misma. 
Los mayores problemas a los que se enfrentaron las colectividades fueron los derivados de la propia guerra: escasez de materias primas como abonos, semillas, aparejos y herramientas o la falta de mano de obra por la movilización. También tuvieron grandes problemas en su relación con el Estado. Así sufrieron la discriminación en la financiación del IRA, la competencia del CEA en Levante, la sindicación forzosa en Cataluña o la disolución por la fuerza en Aragón.
Una vez que el Estado se volvió a estructurar en cualquiera de sus niveles intentó frenar, dirigir o al menos encauzar las colectividades. El ministro de agricultura Uribe redactó un decreto de colectivizaciones agrarias en el que se dio una gran importancia al agricultor individual.

#### El alcance de la revolución
Las cifras suelen ser difusas. Se han manejado diversas cantidades. Gastón Leval, dice que fueron 3 millones de personas, las que participaron. Vernon Richards, habla de 1.500.000. Frank Mintz en un estudio de 1970 dice que fueron entre 2.440.000 y 3.200.000. Pero en el 1977 ya revisa estas cifras, situándolo en un mínimo de 1.838.000 colectivistas. Su justificación es la siguiente:

Es preciso estimar el total de la población activa en la España republicana de acuerdo a la evolución de los frentes. Hasta la pérdida de la parte norte en marzo de 1937, se puede estimar en seis millones y después, en cinco. A partir de la caída de Aragón en marzo de 1938, hay que considerar 4.200.000 trabajadores. 

Son cifras hipotéticas que nos van a permitir sacar porcentajes globales. Primero hay que recalcar que casi todos los datos provienen de la CNT, a pesar de que la UGT tuvo también en muchas provincias tanta, aunque no más, importancia. Por lo tanto, mis cálculos son mínimos y provisionales. 

Por otra parte, la gran carencia actualmente es la ausencia de datos de conjunto para la autogestión industrial y en especial para la industria de guerra; faltan también estudios sobre las realizaciones de la UGT. A pesar de todo, puedo ordenar así los datos:

 Andalucía. La cifra mínima de colectividades agrícolas es de 120 y la máxima de 300, tomando un promedio de 210 con 300 personas en cada una, serían 63.000 personas.

 Aragón. La cifra de 450 colectividades con 300.000 habitantes es aceptable. Además, la UGT tenía cierta fuerza, por ejemplo 31 colectividades en Huesca.

 Cantábrico. Los datos citados, aunque sean mínimos, se pueden reseñar: un centenar de colectivos agrícolas con 13.000 personas.

 Cataluña. El dato mínimo de colectividades agrícolas es de 297 y el máximo de 400. Si tomamos 350 con 200 personas de promedio, tenemos 70.000. Para la autogestión industrial, según la ley, el conjunto de los obreros estaba definido, aunque el paro era importante. Tomando el 80 % de los 700.000 obreros que había en la provincia, tenemos 560.000 personas, esto es, con sus familiares, un mínimo de 1.020.000.

 Centro. Colectivos agrícolas CNT con 23.000 familias, esto es, un mínimo de 67.992 personas, aproximadamente, a lo que habrá que agregar los colectivos UGT, de por lo menos otro tanto, esto es 176.000 en la agricultura. Existieron muchas colectividades industriales en las capitales y en los pueblos. Me parece lógico considerar un mínimo de 30.000 personas afectadas.

 Extremadura. La cifra de 30 colectivos con 220 personas de media, esto es, 6.000 personas, debe ser considerada como un máximo para la CNT y la UGT.

 Levante. Nuestra estimación es de 503 colectivos como mínimo en la agricultura, que afectarían a 130.000 personas. En la industria la cifra mínima e hipotética es de 30.000, que como en el caso del Centro es razonable.

 Total. 758.000 colectivistas en la agricultura y 1.080.000 en la industria. Tenemos, por los tanto 1.838.000, cifra mínima como explicamos al principio.
Frank Mintz. La autogestión en la España revolucionaria. La Piqueta, 1977.

Aunque el estudio es bastante completo, en el caso del Cantábrico, Mintz no está comentando nada de Asturias, que en toda la guerra puso bajo control obrero prácticamente toda su industria y su minería, que seguramente totalizaría más de 80.000 trabajadores.

### Educativos

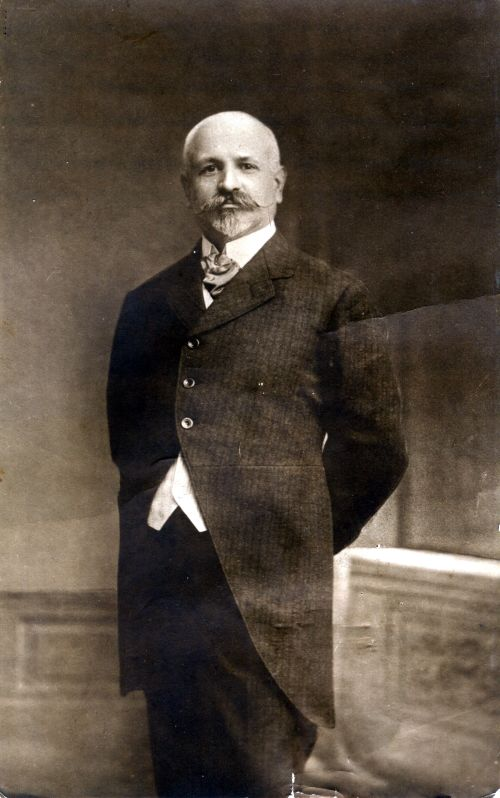
Fotografía del pedagogo anarquista Francisco Ferrer Guardia (1859-1909), que inauguró la primera institución educativa libertaria en Barcelona (1901) y sentó las bases de la aplicación del anarquismo a la pedagogía en España.

Dentro del ámbito educativo también se dieron experiencias importantes, aunque tuvieron grandes inconvenientes para poder realizar una labor más intensa. Uno de los cambios más significativos se debió a que la educación pasó a ser un pilar fundamental de la construcción de la nueva sociedad revolucionaria.
Dentro de la educación primaria y secundaria es importante hacer notar la diferencia entre los medios rurales y los urbanos. Así como, de nuevo, detenerse en las diferencias territoriales y las influencias que existían en cada una de ellas. 
En primer lugar hay que hablar de Consejo de la Escuela Nueva Unificada (CENU). A este organismo, creado en Cataluña el 27 de julio de 1936, se le encomendó la tarea de reestructurar el sistema educativo en Cataluña. Este organismo se pudo entender como un modelo de gestión pública de la enseñanza: gratuito, coeducativo, laico, uso de la lengua materna y unificación de los diferentes niveles educativos. Sin embargo, el CENU también levantó suspicacias dentro de la militancia confederal catalana y se llegó a crear una Federación Regional de Escuelas Racionalistas al margen del organismo. Sin embargo su influencia en las regiones limítrofes es evidente.
En las zonas rurales el movimiento colectivista se vio forzado a intervenir más directamente que en las ciudades. Es por ello que ya fuera porque antes no existían estructuras educativas o porque se disponía de una mayor autonomía, en muchos municipios rurales la colectividad hizo frente a gastos de locales, profesionales o intendencia. Es también importante detenerse en los estatutos de algunas colectividades que prohibían el trabajo infantil.
Dentro del campo de la formación profesional y técnica se crearon y desarrollaron diversas iniciativas. En el campo industrial estas fueron fruto en gran parte de los sindicatos, que, sabiéndose faltos de técnicos y desconfiando de ellos, intentaron formar a militantes de sus organizaciones. Entre estas iniciativas se encontraron numerosas escuelas de oficios particulares: ferroviarios, óptica, transportistas o metalúrgicos o departamentos dedicados a la capacitación profesional.
En el campo agrícola fueron federaciones de sindicatos quienes llevaron a cabo este tipo de iniciativas, entre las que podemos encontrar la escuela de secretarios de levante, la universidad agrícola de Moncada, el instituto regional agro-pecuario o la escuela de militantes de Monzón.
Dentro de la educación no formal se encontraron los ateneos libertarios o populares, centros sociales en los que se desarrollaban diferentes tareas informativas, culturales o laborales. Los ateneos tenían una tradición muy fuerte allí donde el anarquismo tenía fuerza, sin embargo en la guerra se expandieron incluso por zonas con poco arraigo cenetista. En algunos casos como el de Madrid, estos ateneos llegaron a crear escuelas, a tener seguros médicos e impulsar otro tipo de servicio.
Varias colectividades llevaron a cabo también otras iniciativas como la creación de bibliotecas, actividades artísticas, cinefórum, la creación de grupos teatrales, de ateneos, la fundación de academias propias, o escuelas infantiles.
Los problemas a los que se tuvo que hacer frente la revolución en el ámbito educativo tuvieron dos raíces diferentes: por un lado existían los problemas propios de una situación bélica, a los que se pueden sumar aquellos que venía arrastrando la esfera educativa, y por otro aquellos propios del movimiento escolar racionalista.
- En primer lugar hay que señalar la deficiente estructura escolar que tenía España.[b] Este problema se veía agudizado en el ámbito rural, donde se carecía en gran cantidad de municipios de escuela o esta se encontraba en una situación muy precaria. En el mundo rural también hay que añadir la lacra del trabajo infantil, costumbre contra la que numerosas colectividades se opusieron en sus estatutos.[72]
- En un sentido similar al punto anterior uno de los problemas que se sufrió a nivel general y en la escuela racionalista en particular fue la falta de profesorado capacitado. Este problema, que es inseparable de la falta estructural de la educación, se vio agravado en el medio rural al coincidir con el periodo de vacaciones estival.[73] La falta de profesorado capacitado tuvo una especial incidencia en el ámbito libertario pues la mayoría de las personas que estuvieron al frente de las escuelas racionalistas eran militantes con interés y buena voluntad.[74]
- En otro espectro uno de los problemas a los que se intentó dar solución fue la falta de coordinación entre centros racionalistas. Esta coordinación se dio en la mayoría de los casos de manera informal sobre la base de la afinidad y la proximidad. La respuesta más interesante a este respecto fue la Federación Regional de Escuelas Racionalistas de Cataluña, que proyectó la creación de una editorial y de una Norma Racionalista. Sin embargo, la federación no tuvo una evolución destacable.[75]
- Y por último se debe señalar la escasez de recursos económicos y materiales por la necesidad de mantener una economía de guerra y el ahogo económico al que se vieron sometido el movimiento colectivista. Esta falta de recursos fue elemento fundamental para entender la falta reorganizativa de la estructura educativa, con problemas como la falta de dotaciones, que se suplió en ocasiones con la transformación de otras edificaciones.[76]

### Militares

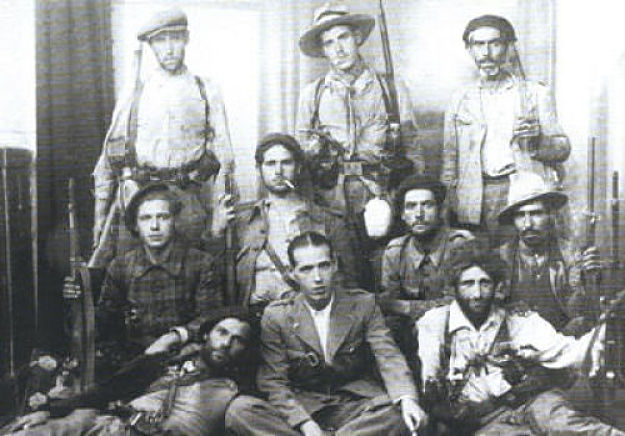
Grupo de milicianos de la Columna Durruti.

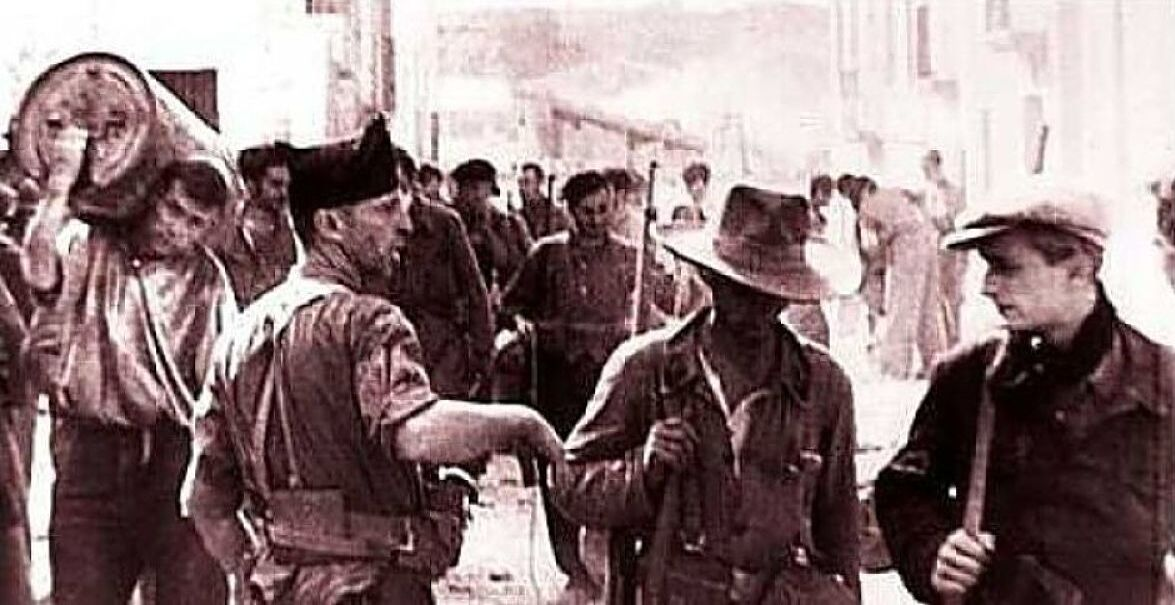
Milicianos internacionales de la Columna Durruti, donde aparece a la derecha el anarcosindicalista libertario de origen belga Luis Mercier-Vega.

La coincidencia en el tiempo de la revolución y la Guerra Civil hace que en el campo militar se desarrollen diversas iniciativas coordinadas por las nuevas administraciones establecidas por la oleada revolucionaria, la mayor parte de las cuales resultarán fallidas. El avance hacia Aragón es probablemente sea la primera iniciativa, desarrollada a partir del 24 de julio de 1936 cuando parte la primera milicia voluntaria, la Columna Durruti, de Barcelona en dirección a Zaragoza. Una de las últimas columnas será la Columna Los Aguiluchos, salida de Barcelona el 28 de agosto en dirección a Huesca. Las columnas de Barcelona y Lérida se dirigirán principalmente hacia Huesca y Zaragoza y las valencianas hacia Teruel, asediando las tres capitales provinciales reiteradamente. A primeros de septiembre llega una pequeña columna: la de Carod-Ferrer, que se instala en torno a Villanueva de Huerva. Esta operación se prolonga hasta finales de septiembre, cuando ante el imperativo de la inminente batalla de Madrid algunas de las columnas tienen que ceder su independencia subordinándose a los requerimientos del Gobierno.

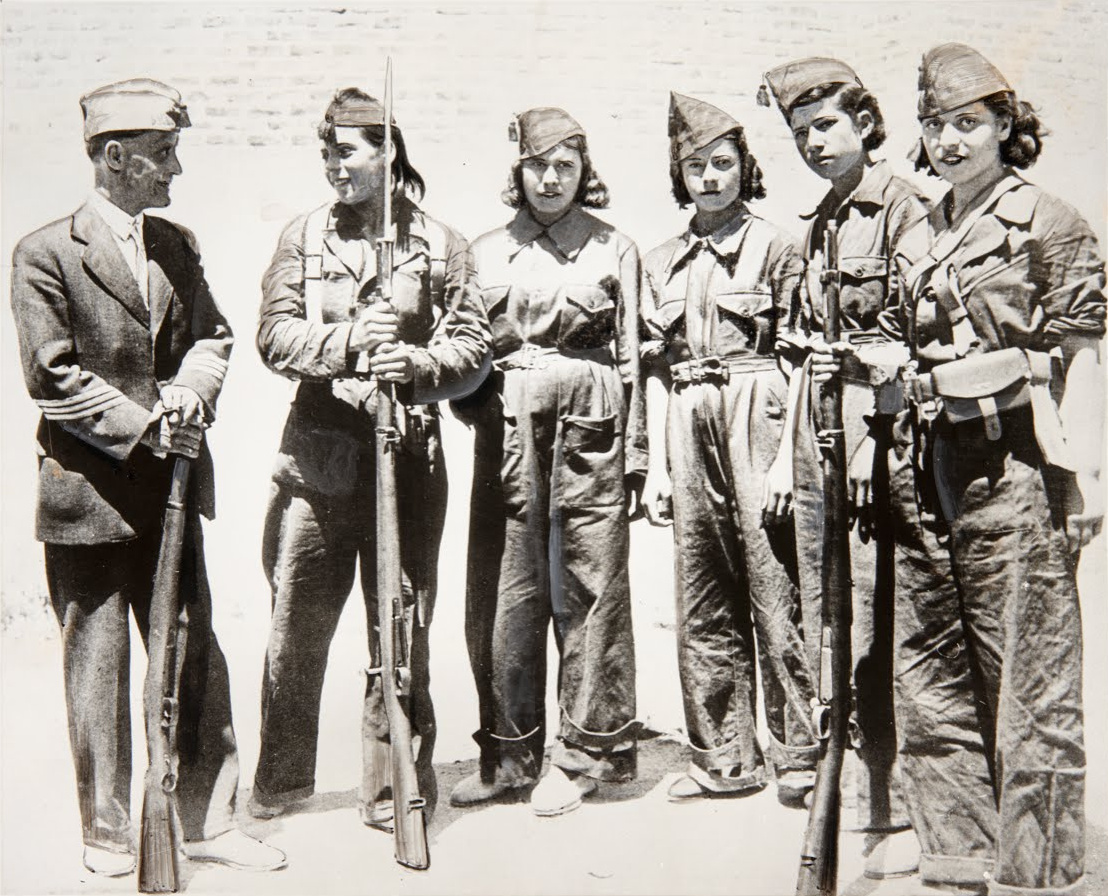
Grupo de milicianas armadas. (1936)

El desembarco de Mallorca fue otra de esas iniciativas. La idea de una expedición a Mallorca había estado presente desde que el 19 de julio fuera tomada por los sublevados, junto a Ibiza y Formentera. Menorca era la única isla del archipiélago balear que no cayó en manos de los franquistas. Los expedicionarios consiguieron tomar las islas de Ibiza, Formentera y Cabrera, desembarcando en la isla de Mallorca por la zona de Punta Amer y Porto Cristo (luego rebautizado como Porto Rojo). El 5 de septiembre ante la orden del gobierno de Largo Caballero de abandonar Mallorca, la columna de Bayo comienza la retirada, que se prolongará hasta el 12 de septiembre, cuando regresa a Barcelona. El llamado Desembarco de Mallorca se podría dar por definitivamente concluido cuando el 20 de septiembre tropas franquistas procedentes de Mallorca ocupan Formentera.
La última iniciativa fue la defensa de Madrid en la que participaron las Milicias Confederales de la CNT del Centro. Se desarrolló en noviembre de 1936. En ella morirá el 20 de noviembre de 1936 Buenaventura Durruti, uno de los principales protagonistas de la revolución. La resistencia de las milicias populares, pronto militarizadas para formar el Ejército Popular Republicano, unida a los refuerzos de las Brigadas Internacionales, permitió que Madrid resistiera el ataque de los sublevados. En la posterior defensa de la ciudad, intervinieron numerosos anarcosindicalistas como la columna dirigida por el madrileño Cipriano Mera.